# Don Carlson
Donald Vernon Carlson (Minnesota, 22 de março de 1919 - 16 de outubro de 2004) foi um basquetebolista norte-americano que foi campeão da Temporada da NBA de 1948-49 e 1949-50 jogando pelo Minneapolis Lakers.